# Heberg
Heberg est un village dans le Halland en Suède. Le village a une population de 463 habitants (2005). Il se situe dans la paroisse d’Årstad .